# Матійко Олександр Михайлович
Олександр Михайлович Матійко (6 листопада 1919, с. Івки, нині Обухівського району, Київської області — 15 січня 2005, м. Київ) — український поет, публіцист, журналіст, багаторічний редактор газети «Сільські Вісті», заслужений працівник культури УРСР (1973), член Національної Спілки письменників України (1974), член Спілки журналістів. Лауреат Республіканської журналістської премії імені Ярослава Галана (1985). Лауреат Літературної премії імені П. Г. Тичини (2001).

## Життєпис
Олександр Михайлович народився 6 листопада 1919 року в с. Івки (нині Обухівського району, Київської області) у багатодітній родині хлібороба, сільського шевця Михайла Яковича Матійка. Минуло Сашкові чотири роки, як померла його мати Меланка Євтухівна. 1938 році закінчив Богуславську середню школу № 1, потім факультет української мови та літератури Київського педагогічного інституту.
Учасник німецько-радянської війни. На фронт пішов добровольцем, коли навчався ще на четвертому курсі інституту, у серпні 1941 року був поранений під Києвом. Після поранення навчався у школі командирів-зенітників. Війну закінчив у Берліні. За бойові заслуги нагороджений орденами Вітчизняної війни І ступеня та Червоної Зірки й медалями. Працював у газеті «Сільські вісті» упродовж 1947—1987 років: літературним редактором, нарисовцем, відповідальним секретарем, а від 1967 року — першим заступником головного редактора.
1973 року отримав звання Заслуженого працівника культури УРСР, а також нагороджений грамотою Президії Верховної Ради ВР УРСР. За публікацію публіцистичних статей та художніх нарисів про солдатів-фронтовиків, надрукованих у газеті «Сільські вісті», 1985 року Олександр Матійко став лауреатом Республіканської журналістської премії імені Ярослава Галана. За невтомну працю вже у мирний час був також нагороджений двома орденами Трудового Червоного прапора.
Лауреат Літературної премії імені П. Г. Тичини за 2001 рік — за збірку поезій «Родання».
Помер 15 січня 2005 року у Києві та похований на Байковому кладовищі. Поряд з ним 2012 року була похована і його дружина Матійко Ганна Петрівна (1920—2012) — український шевченкознавець, музейник.

## Твори
Вірші почав писати ще у шкільні роки, друкуватися від 1940 року. Автор поетичних збірок:
- «На стріль-воді» (1966).
- «День починається сонцем» (1971).
- Добра вість: поезії. — Київ: Радянський письменник, 1977. — 83 с.
- «Житоцвіт» (1975).
- «Пісня з Росі» (1980).
- Під високими жайворами. — Київ: Радянський письменник, 1983. — 110 с.
- «Рось ожинова» (1987).
- Поезії. — Київ: Дніпро, 1989. — 195 с. — ISBN 5-308-00379-3.
- «Солдатської мужності ніжність» (Збірка віршів поетів-фронтовиків)
- Тінь бджоли: вірші — крихітки. — К.: Укр. письменник, 1998.  — 208 с. — ISBN 966-579-024-2.
- Згасають дальні перегроми: поезії: Літературні портрети фронтовиків. — К: [б.в.], 2000. — 152 с.
- Родання: поезії. — К.: Нора—прінт, 2000. — 263 с. — ISBN 966-7010-87-2.
- Росянщина: поезії. — К.: Нора—прінт, 2002. — 199 с. — ISBN 966-7837-31-9.
- Потоки: поезії. — К.: Нора—прінт, 2004. — 128 с. — ISBN 966-7837-76-9.
- Розтоки: поезії. Вибране. — К.: Нора—прінт, 2003. — 584 с. — ISBN 966-7837-58-0.
- «Підлітайте, підлітки».
- «Стихають дальні перегроми».
- «Просто неба на землі».

Виступив також співавтором наступних видань:
- Дума про хліб: збірник творів українських радянських письменників / упоряд. О. М. Матійко. — К.: Дніпро, 1975. — 235 с.
- Один з авторів «Російсько-українського технічного словника» (80 000 термінів).